# Dark Cloud
Dark Cloud (яп. ダーククラウド даːку кураудо, Тёмное Облако) — игра в жанре Action/RPG, разработанная Level-5 и изданная Sony Computer Entertainment для приставки PlayStation 2. Она вышла в декабре 2000 года в Японии и на год позже — в Америке и Европе. Игру хорошо оценили критики, хваля её за графику и геймплей. По миру разошлось более миллиона копий.

## Игровой процесс
Dark Cloud является ролевой игрой. Игрок управляет Тоаном — мальчиком, чья деревня была уничтожена Тёмным Джином. С помощью камня «Атламиллия» необходимо собирать сферы «Атла», чтобы восстановить мир, уничтоженный Тёмным Джином. Игрок перемещается по локациям, сражается с монстрами и собирает предметы. Бой с монстрами осуществляется в стиле hack and slash, однако присутствуют так называемые «Дуэли». В этом режиме игроку необходимо проходить серию QTE, в нужное время нажимая кнопку на геймпаде.
У персонажа есть счётчик жизней и счётчик жажды. Счётчик жизней показывает запас здоровья, когда как счётчик жажды показывает насколько персонаж хочет пить. Утолить жажду можно выпив бутылку с водой или же зайти в водоём, который случайно встречается на этажах в темницах, лесах, пещерах и так далее. Если счётчик жажды достигнет нуля, у персонажа будут постепенно отниматься очки здоровья. В игре также присутствует прочность оружия. Каждый раз при нанесении урона противнику она снижается, если не починить вовремя оружие, оно сломается и исчезнет. Стандартное оружие не исчезает. Также оружие можно повысить, заполнив голубую шкалу под счётчиком здоровья оружия.
Важным элементом геймплея в игре является Атламиллия — камень на руке Тоана. С помощью него можно восстанавливать дома, жителей, деревья и всё, что было уничтожено Тёмным Джином. Путешествуя по локациям, игрок может находить сферы Атла, дающие определённые предметы. Вернувшись из темницы или пещеры, можно перестроить по желанию город или деревню. В игре присутствуют квесты, которые дают жители для восстановления дома. Как только дом жителя полностью восстановлен, игрок вознаграждается коротким роликом и предметом.

## Отзывы и критика
| Сводный рейтинг    | Сводный рейтинг |
| Агрегатор          | Оценка          |
| ------------------ | --------------- |
| GameRankings       | 78,82 %         |
| Metacritic         | 80/100          |
| Иноязычные издания |                 |
| Издание            | Оценка          |
| GamePro            | [ 3 ]           |

Dark Cloud получила «в целом благоприятные отзывы» с совокупным счётом 80 из 100 на Metacritic, основанным на 27 обзорах.

Система боя получила неоднозначные отзывы. GamePro назвал бои «монотонными».